# Dzierżyńska Grupa Konno-Zmechanizowana
Grupa Konno-Zmechanizowana, Grupa Dzierżyńska (ros. Конно-механизированная группа) – związek operacyjny Armii Czerwonej z okresu II wojny światowej.
Wchodziła w skład 11 Armii dowodzonej przez Nikifora Medwiediewa. W ramach Frontu Białoruskiego brała udział od 17 września 1939 roku w inwazji na Polskę razem z III Rzeszą i Słowacją.

## Dowódcy grupy
- komkor Iwan Bołdin[2]

## Struktura organizacyjna
Skład we wrześniu 1939:
- 5 Korpus Strzelecki
  - 4 Dywizja Strzelecka
  - 13 Dywizja Strzelecka
- 6 Korpus Kawalerii, dowódca: komdiw Jerjomienko[2]
  - 4 Dywizja Kawalerii
  - 6 Dywizja Kawalerii
  - 11 Dywizja Kawalerii
- 15 Korpus Pancerny, dowódca: komdiw Pietrow[2]
  - 2 Brygada Pancerna
  - 21 Brygada Pancerna
  - 27 Brygada Pancerna
  - 20 Brygada Strzelców Zmotoryzowanych